# Клаймакс (Джорджія)
Клаймакс (англ. Climax) — місто (англ. city) в США, в окрузі Декатур штату Джорджія. Населення — 276 осіб (2020).

## Географія
Клаймакс розташований за координатами 30°52′32″ пн. ш. 84°25′52″ зх. д. / 30.87556° пн. ш. 84.43111° зх. д. (30.875632, -84.431203).  За даними Бюро перепису населення США в 2010 році місто мало площу 2,07 км², уся площа — суходіл.

## Демографія
Згідно з переписом 2010 року, у місті мешкало 280 осіб у 112 домогосподарствах у складі 76 родин. Густота населення становила 135 осіб/км².  Було 127 помешкань (61/км²).
Расовий склад населення:
| - 62,5 % — білих - 35,4 % — чорних або афроамериканців - 0,4 % — корінних американців - 0,4 % — азіатів - 1,4 % — осіб інших рас |

До двох чи більше рас належало 0,0 %. Частка іспаномовних становила 1,4 % від усіх жителів.
За віковим діапазоном населення розподілялося таким чином: 23,9 % — особи молодші 18 років, 53,6 % — особи у віці 18—64 років, 22,5 % — особи у віці 65 років та старші. Медіана віку мешканця становила 44,2 року. На 100 осіб жіночої статі у місті припадало 100,0 чоловіків;  на 100 жінок у віці від 18 років та старших — 93,6 чоловіків також старших 18 років.
Середній дохід на одне домашнє господарство  становив 53 886 доларів США (медіана — 43 571), а середній дохід на одну сім'ю — 63 192 долари (медіана — 52 917). За межею бідності перебувало 17,6 % осіб, у тому числі 11,1 % дітей у віці до 18 років та 16,1 % осіб у віці 65 років та старших.
Цивільне працевлаштоване населення становило 66 осіб. Основні галузі зайнятості: виробництво — 21,2 %, освіта, охорона здоров'я та соціальна допомога — 16,7 %, роздрібна торгівля — 13,6 %, фінанси, страхування та нерухомість — 13,6 %.